# Torneio Rio-São Paulo 1964
Das Torneio Rio-São Paulo 1964 war die 16. Austragung des Torneio Rio-São Paulo, eines Fußballpokalwettbewerbs in Brasilien. Er wurde vom 14. März 1964 bis 10. Januar 1965 ausgetragen. Der offizielle Name des Turniers war Torneio Roberto Gomes Pedrosa.

## Modus
Alle Klubs traten nur einmal gegeneinander an. Der punktbeste Klub wurde Turniersieger. Nach Abschluss der Spiele am 10. Mai 1964 lagen der Botafogo FR und FC Santos punktgleich auf dem ersten Platz. Weitere Platzierungskriterien gab es nicht, dadurch wurden Entscheidungsspiele nach dem Best-of-Three Modus zwischen den beiden Klubs angesetzt. Das erste Spiel fand erst acht Monate später statt. Botafogo gewann dieses mit 3:2. Nachdem kein Termin für ein Rückspiel gefunden werden konnte, einigten sich die Verbände auf Grundlage der Abschlusstabelle beide Klubs zu Turniersiegern zu erklären.

## Teilnehmer
| Teilnehmer Rio de Janeiro | Teilnehmer São Paulo               |
| ------------------------- | ---------------------------------- |
| Bangu AC                  | SC Corinthians                     |
| Botafogo FR               | SE Palmeiras                       |
| CR Flamengo               | Associação Portuguesa de Desportos |
| Fluminense FC             | FC Santos                          |
| CR Vasco da Gama          | FC São Paulo                       |

## Tabelle
| Pl. | Verein                             | Sp. | S | U | N | Tore    | Diff. | Punkte |
| --- | ---------------------------------- | --- | - | - | - | ------- | ----- | ------ |
| 1.  | Botafogo FR                        | 9   | 7 | 0 | 2 | 021:900 | +12   | 14     |
| 2.  | FC Santos                          | 9   | 7 | 0 | 2 | 021:120 | +9    | 14     |
| 3.  | SE Palmeiras                       | 9   | 4 | 2 | 3 | 019:150 | +4    | 10     |
| 4.  | CR Flamengo                        | 9   | 3 | 4 | 2 | 012:110 | +1    | 10     |
| 5.  | Bangu AC                           | 9   | 3 | 4 | 2 | 011:140 | −3    | 10     |
| 6.  | Associação Portuguesa de Desportos | 9   | 2 | 5 | 2 | 017:160 | +1    | 09     |
| 7.  | SC Corinthians                     | 9   | 3 | 2 | 4 | 012:140 | −2    | 08     |
| 8.  | CR Vasco da Gama                   | 9   | 2 | 3 | 4 | 010:140 | −4    | 07     |
| 9.  | Fluminense FC                      | 9   | 0 | 5 | 4 | 008:130 | −5    | 05     |
| 10. | FC São Paulo                       | 9   | 1 | 2 | 6 | 008:210 | −13   | 04     |

## Kreuztabelle
| 1964        | Bangu | Botafogo | SC Corinthians | Flamengo | Fluminense | Palmeiras | Portuguesa | Santos | São Paulo | Vasco |
| ----------- | ----- | -------- | -------------- | -------- | ---------- | --------- | ---------- | ------ | --------- | ----- |
| Bangu       | –     |          |                |          | 2:1        | 1:2       |            |        | 2:0       | 2:1   |
| Botafogo    | 5:0   | –        | 3:1            | 2:1      | 2:0        |           | 2:0        | 1:3    |           |       |
| Corinthians | 1:1   |          | –              | 1:2      | 2:1        |           | 2:2        |        | 3:0       |       |
| Flamengo    | 0:0   |          |                | –        | 1:1        |           | 1:1        | 3:2    |           | 3:1   |
| Fluminense  |       |          |                |          | –          | 2:2       |            | 0:1    | 3:3       |       |
| Palmeiras   |       | 3:4      | 2:1            | 1:1      |            | –         | 3:1        |        | 3:0       | 2:3   |
| Portuguesa  | 2:2   |          |                |          | 0:0        |           | –          | 5:2    | 3:1       | 3:3   |
| Santos      | 2:1   |          | 3:0            |          |            | 2:1       |            | –      | 4:1       | 2:0   |
| São Paulo   |       | 0:2      |                | 2:0      |            |           |            |        | –         |       |
| Vasco       |       | 1:0      | 0:1            |          | 0:0        |           |            |        | 1:1       | –     |

## Entscheidungsspiel
| Botafogo FR                                  | Botafogo FR | FC Santos | FC Santos |
| -------------------------------------------- | --- | --- | --------- |
| Botafogo FR                                  | \| 10. Januar 1965 in Rio de Janeiro (Maracanã) \| \| Ergebnis: 3:2 (2:0) \| \| Zuschauer: 24.068 \| \| Schiedsrichter: Albino Zanferrari \|                                               | \| 10. Januar 1965 in Rio de Janeiro (Maracanã) \| \| Ergebnis: 3:2 (2:0) \| \| Zuschauer: 24.068 \| \| Schiedsrichter: Albino Zanferrari \|              | FC Santos |
| Botafogo FR                                  | Manga – Mura, Zé Carlos, Paulistinha, Rildo – Élton Fensterseifer, Gérson – Garrincha , Jairzinho , Arlindo, Roberto Miranda Reserve Mário Zagallo , Adevaldo , Hélio Cheftrainer: Geninho | Gilmar – Ismael, João Modesto, Haroldo , Geraldino – Zito, Mengálvio – Peixinho , Coutinho, Pelé, Pepe Reserve Lima , Toninho Guerreiro Cheftrainer: Lula | FC Santos |
| Botafogo FR                                  | 1:0 Jairzinho (20.) 2:0 Roberto Miranda (40.) 3:0 Roberto Miranda (43.) | 3:1 Coutinho (49.) 3:2 Coutinho (70.) | FC Santos |
| Botafogo FR                                  | Platzverweise: Paulistinha, Manga Roberto Miranda wurde nach dem Platzverweis von Manga ausgewechselt.                                                                                     | Platzverweis: Pelé | FC Santos |
| 10. Januar 1965 in Rio de Janeiro (Maracanã) | | |           |
| Ergebnis: 3:2 (2:0)                          | | |           |
| Zuschauer: 24.068                            | | |           |
| Schiedsrichter: Albino Zanferrari            | | |           |

## Mannschaft Botafogo FR
| 2. Titel | Botafogo FR |
|          | - Tor: Manga, Silvio Ilitti, Hélio - Abwehr: Nílton Santos, Zé Carlos, José Nagel, Zé Maria, Mura, Rildo, Dimas, Paulistinha, Ênio, Adevaldo, Chiquinho, Joel Martins - Mittelfeld: Arlindo, Ayrton, Élton Fensterseifer, Sicupira, Gérson, Didi, Jaílton, Jairzinho - Angriff: Garrincha, Mário Zagallo, Quarentinha, Roberto Miranda, Benedicto Ribeiro, Humberto, Othon - Trainer: Geninho |

## Mannschaft FC Santos
| 3. Titel | FC Santos |
|          | - Tor: Gilmar, Laércio, Edevar, Silas Pereira - Abwehr: Calvet, Joel Camargo, Ismael, Mauro Ramos, Olavo, Haroldo, João Carlos, Luiz Cláudio, Dalmo Gaspar, Geraldino, João Modesto - Mittelfeld: Eliseu, Lima, Mengálvio, Zito, Santana - Angriff: Ademir, Benedito Batista, Coutinho, Dorval Rodrigues, Gonçalo Gonçalves, Toninho Guerreiro, Noriva, Peixinho, Pelé, Pepe, Almir Pernambuquinho, Osvaldo Rossi, Tite - Trainer: Lula |